# Dietmar Millonig
Dietmar Millonig (ur. 1 czerwca 1955 w Villach) – austriacki lekkoatleta, średnio- i długodystansowiec, halowy mistrz Europy z 1986, dwukrotny olimpijczyk

## Kariera sportowa
Zajął 5. miejsce w biegu na 5000 metrów na mistrzostwach Europy juniorów w 1973 w Duisburgu oraz 4. miejsce w biegu juniorów na mistrzostwach świata w 1974 w Monzy.
Zajął 10. miejsce w biegu na 3000 metrów na halowych mistrzostwach Europy w 1978 w Mediolanie oraz 65. miejsce w konkurencji seniorów na mistrzostwach świata w 1978 w Glasgow. Odpadł w eliminacjach biegu na 1500 metrów i biegu na 5000 metrów na mistrzostwach Europy w 1978 w Pradze. Zajął 6. miejsce w biegu na 3000 metrów na halowych mistrzostwach Europy w 1979 w Wiedniu.
Zajął 6. miejsce w biegu na 5000 metrów na igrzyskach olimpijskich w 1980 w Moskwie, 5. miejsce na tym dystansie na mistrzostwach Europy w 1982 w Atenach oraz 8. miejsce w tej konkurencji na mistrzostwach świata w 1983 w Helsinkach. Na  halowych mistrzostwach Europy w 1985 w Pireusie zajął 5. miejsce w biegu na 3000 metrów.
Zwyciężył w biegu na 3000 metrów na halowych mistrzostwach Europy w 1986 w Madrycie, wyprzedzając Stefano Mei z Włoch i João Camposa z Portugalii. Odpadł w przedbiegach tej konkurencji na halowych mistrzostwach świata w 1987 w Indianapolis i w biegu na 5000 metrów na igrzyskach olimpijskich w 1988 w Seulu. Na mistrzostwach Europy w 1990 w Splicie zajął 11. miejsce w biegu na 10 000 metrów.
Millonig był mistrzem Austrii w  biegu na 1500 metrów w 1973, 1976, 1978 i 1979, w biegu na 5000 metrów w latach 1975–1977, 1980–1984, 1988 i 1990–1992, w biegu na 10 000 metrów w latach 1979–1982, 1984, 1985, 1991 i 1993, w biegu na 25 kilometrów w 1986 i 1991, w półmaratonie w 1992, w biegu przełajowym na krótkim dystansie w 1986 i na długim dystansie w latach 1975, 1978–1980 i 1993 oraz w sztafecie 3 × 1000 metrów w latach 1974, 1976–1979, 1981 i 1985. W hali był mistrzem Austrii w biegu na 1500 metrów w 1980 i w biegu na 3000 metrów w 1985.
Poprawiał rekordy Austrii w biegu na 1500 metrów (czasem 3:39,0 uzyskanym 20 maja 1978 w Wiedniu), pięciokrotnie w biegu na 5000 metrów (do wyniku 13:15,31 uzyskanego 18 sierpnia 1982 w Zurychu) i trzykrotnie w biegu na 10 000 metrów (do czasu 27:42,98 uzyskanego 26 czerwca 1982 w Oslo).
Rekordy życiowe Milloniga:
- bieg na 800 metrów – 1:49,82 (1 sierpnia 1981, Ebensee)
- bieg na 1000 metrów – 2:21,3 (13 września 1978, Schwechat)
- bieg na 1500 metrów – 3:38,38 (29 maja 1982, Schwechat)
- bieg na milę – 3:57,7 (13 czerwca 1979, Wiedeń)
- bieg na 2000 metrów – 5:09,40 (5 sierpnia 1977, Klagenfurt)
- bieg na 3000 metrów – 7:43,66 (15 sierpnia 1980, Lozanna)
- bieg na 5000 metrów – 13:15,31 (18 sierpnia 1982, Zurych)
- bieg na 10 000 metrów – 27:42,98 (26 czerwca 1982, Oslo)
- półmaraton – 1:06:30 (5 września 1992, Straßwalchen)
- bieg na 1500 metrów (hala) – 3:39,81 (23 lutego 1985, Budapeszt)
- bieg na 3000 metrów (hala) – 7:47,5 (25 lutego 1979, Wiedeń)
- bieg na 5000 metrów (hala) – 13:33,79 (8 lutego 1986, East Rutherford)